# Mossula vitticollis
Mossula vitticollis är en insektsart som beskrevs av Walker, F. 1869. Mossula vitticollis ingår i släktet Mossula och familjen vårtbitare. Inga underarter finns listade i Catalogue of Life.